# Giorgio Rocca
Giorgio Rocca (Coira, Suiza, 6 de agosto de 1975) es un esquiador italiano de origen suizo retirado que ganó 3 Medallas en el Campeonato del Mundo (3 de bronce), 1 Copa del Mundo en disciplina de Eslalon y 11 victorias en la Copa del Mundo de Esquí Alpino (con un total de 22 podiums).

## Resultados

### Juegos Olímpicos de Invierno
- 2002 en Salt Lake City, Estados Unidos
  - Eslalon Gigante: 26.º
- 2006 en Turín, Italia
  - Combinada: 5.º

### Campeonatos Mundiales
- 1999 en Vail, EE. UU.
  - Eslalon: 4.º
  - Eslalon Gigante: 11.º
- 2001 en Sankt Anton am Arlberg, Austria
  - Eslalon: 15.º
- 2003 en St. Moritz, Suiza
  - Eslalon: 3.º
  - Combinada: 8.º
- 2005 en Bormio, Italia
  - Eslalon: 3.º
  - Combinada: 3.º

### Copa del Mundo

#### Clasificación general Copa del Mundo
- 1996-1997: 126.º
- 1997-1998: 133.º
- 1998-1999: 28.º
- 1999-2000: 64.º
- 2000-2001: 79.º
- 2001-2002: 30.º
- 2002-2003: 21.º
- 2003-2004: 17.º
- 2004-2005: 18.º
- 2005-2006: 13.º
- 2006-2007: 37.º
- 2007-2008: 47.º
- 2008-2009: 38.º
- 2009-2010: 80.º

#### Clasificación por disciplinas (Top-10)
- 2001-2002:
  - Eslalon: 7.º
- 2002-2003:
  - Eslalon: 4.º
- 2003-2004:
  - Eslalon: 4.º
- 2004-2005:
  - Eslalon: 4.º
- 2005-2006:
  - Eslalon: 1.º

#### Victorias en la Copa del Mundo (11)

##### Eslalon (11)
| Fecha                   | Lugar                |
| ----------------------- | -------------------- |
| 19 de enero de 2003     | Wengen               |
| 16 de marzo de 2003     | Lillehammer          |
| 11 de enero de 2004     | Chamonix             |
| 22 de diciembre de 2004 | Flachau              |
| 9 de enero de 2005      | Chamonix             |
| 27 de febrero de 2005   | Kranjska Gora        |
| 4 de diciembre de 2005  | Beaver Creek         |
| 12 de diciembre de 2005 | Madonna di Campiglio |
| 22 de diciembre de 2005 | Kranjska Gora        |
| 8 de enero de 2006      | Adelboden            |
| 15 de enero de 2006     | Wengen               |